# 国忍富神
国忍富神（クニオシトミ）とは、日本神話の神。

## 概要
『古事記』において大国主神の孫とされるが、名前のみ登場の神。『日本書紀』に記載はない。十七世神（とおまりななよのかみ）の一柱の国津神。
「国」は「国土」、「忍」は「威圧的」、「富」は「豊富」を表し、名義は「国土が威圧的に豊富になること」と考えられ、母の田の豊作を受け継いでいる。
大国主神の後裔を称する須佐神社の社家・須佐氏の系譜に、大国主神の御子神賀夜奈流美命の御子神に「国忍富命」が登場する。

## 系譜

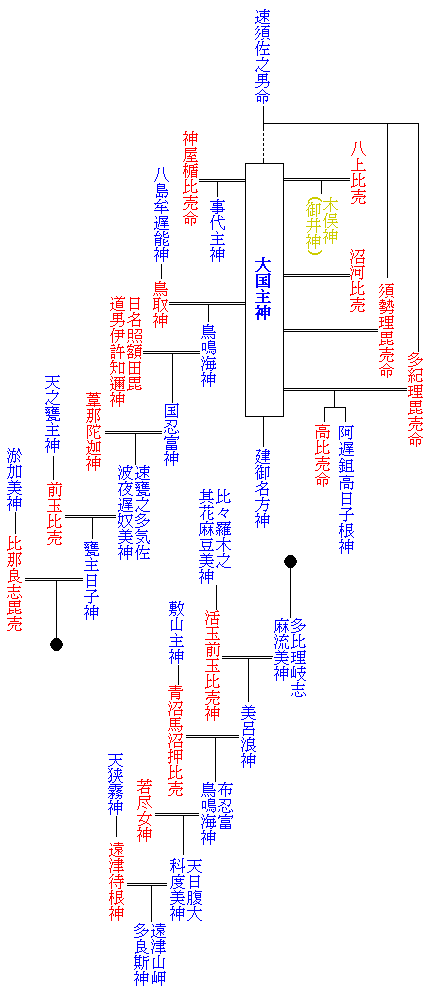
大国主の系図（『古事記』による）。青は男神、赤は女神、黄は性別不詳

- 鳥鳴海神系譜  - 大国主神が八島牟遅能神の娘の鳥取神を娶って生まれた鳥鳴海神が、日名照額田毘道男伊許知邇神を娶って生んだ神。国忍富神は葦那陀迦神を娶り、速甕之多気佐波夜遅奴美神を生んでいる。
- 賀夜奈流美命系譜（神）  - 大国主神の御子神賀夜奈流美命の御子神で、須佐神社の社家須佐氏の始祖。子は雲山命となっているが、妃神及び母神は不明。

## 祀る神社
- 富神社（島根県出雲市斐川町富村）